# سليمان كاراموكو
سليمان كاراموكو (بالفرنسية: Souleymane Karamoko)‏ هو لاعب كرة قدم فرنسي في مركز الدفاع، ولد في 29 يوليو 1992 في فرنسا. لعب مع نادي باريس.

## وصلات خارجية
- سليمان كاراموكو على موقع رابطة كرة القدم الفرنسية للمحترفين (الإنجليزية)
- سليمان كاراموكو على موقع قاعدة بيانات كرة القدم.إي يو (الإنجليزية)
- سليمان كاراموكو على موقع ليكيب (الفرنسية)
- سليمان كاراموكو على موقع ناشيونال فوتبول تيمز (الإنجليزية)
- سليمان كاراموكو على موقع Soccerway.com (الإنجليزية)